# Ten fe
«Ten fe» es el primer sencillo del álbum que celebra el reencuentro del grupo musical "Primera Generación" después de diez años del reality show, La Academia. El tema es de la autoría de Laura Caro y Wendolee Ayala con Rafael Esparza-Ruiz, y fue publicado en 2012.
Una versión de la canción fue interpretada por primera vez en cadena nacional en el primer concierto de La Academia: 10 Años. Además de sus dos compositoras Laura y Wendolee, estuvieron Yahir, Estrella, Toñita, María Inés, Raúl, Héctor, Alejandro, José Antonio y Miguel Ángel.

## Historia
«Ten fe» es una canción que describe la lucha constante que tenemos todos los seres humanos cuando perseguimos un sueño o alguna meta, habla de esa fuerza que existe dentro, en absolutamente todas las personas para alcanzar y lograr cosas extraordinarias. "A través de la música llevamos el mensaje de que aunque no sea fácil el camino que hay que recorrer para alcanzar algo, con valentía, esfuerzo y mucha fe lo que parece imposible se hace posible", comentó Wendolee en una entrevista.

## Videoclip
La grabación del vídeo tuvo escenarios con espectaculares paisajes naturales del Estado de Michoacán tales como Tlalpujahua y Los Azufres. Por demás sobra decir que este Estado cuenta con una riqueza invaluable no solo por sus paisajes, cultura y gastronomía si no que también la calidez de sus habitantes lo hace aún más atractivo. El estreno del videoclip finalmente fue publicado el 13 de septiembre de 2013 en la plataforma YouTube.

### Controversia
La mañana del 17 de septiembre de 2012 estaba previsto grabar el videoclip con el cual los exintegrantes de La Academia regresarían a la escena musical. Parte de la producción y el director Daniel Segundo quisieron volar en helicóptero la zona donde grabarían el vídeo del tema, sin embargo el helicóptero, propiedad de la Procuraduría General de Justicia Estatal (PGJE), se enredó con una tirolesa, perdió el control y se estampó en un fatal accidente.
Por desgracia, de las cinco personas que viajaban en el helicóptero, el único que perdió la vida fue quien sería el director del clip, Daniel Segundo Martínez, mientras los otros 4 estuvieron fuertemente afectados. Ninguno de los cantantes se encontraba a bordo del helicóptero. Yahir, María Inés, Laura, Raúl, Estrella, Toñita, Héctor, Wendolee, José Antonio, Alejandro y Miguel Ángel estuvieron con un gran susto y pospusieron la grabación del vídeo.

## Otras versiones
La versión original del tema fue grabado en el año 2008 como un dueto interpretado por Caro y Ayala, ambas cantautoras de la canción. Por otro lado, fue grabado en el 2011 y lanzado como sencillo promocional del cantante boricua Christian Pagán tras haber ganado el programa de talento Idol Puerto Rico.